# Crangonyx hobbsi
Crangonyx hobbsi es una especie de crustáceo de la familia Crangonyctidae.
Es endémica de los Estados Unidos de América.